# Európai Demokraták
Az Európai Demokraták (angolul: European Democrats, franciául: Démocrates européens) egy konzervatív politikai csoport volt az Európai Parlamentben 1979 és 1992 között. A jobbközép rivális Európai Néppárttól többnyire jobboldalibb és euroszkeptikusabb nézeteket vallott. Tagja volt a Margaret Thatcher vezette brit Konzervatív Párt, a dán Konzervatív Néppárt és a spanyol Népi Szövetség. 

## Története
Az Európai Demokraták képviselőcsoportot 1979. július 17-én hozta létre a brit Konzervatív Párt és a dán Konzervatív Néppárt. Ez volt a legelső konzervatív pártokat tömörítő csoport az Európai Parlamentben. 1979-es európai parlamenti választáson 64, az 1984-es választás alkalmával pedig 50 képviselői helyet szereztek és ezzel a harmadik legnagyobb frakcióval rendelkeztek a Szocialisták és az Európai Néppárt után.
A csoport létszáma azonban az 1980-as évek végén meredeken csökkent, mivel a jobbközép tagok közül többen a rivális Európai Néppárthoz (EPP) csatlakoztak, amelyet a német Kereszténydemokrata Unió (CDU), az Olasz Kereszténydemokrata Párt dominált. Az ED valamivel távolabb volt a politikai centrumtól és kevésbé volt Európa-párti, mint az EPP. A nagyrészt elszigetelt, még keményvonalas euroszkeptikusok, mint Margaret Thatcher is elismerték, hogy a brit konzervatívokat nem lehet hatékonyan meghallani egy ilyen perifériára került csoportból.
1992. május 1-jén a Európai Demokraták képviselőcsoport feloszlott és megmaradt képviselői az Európai Néppárt társult tagjai lettek. 1999 és 2009 között az EPP-ED képviselőcsoportban kaptak helyet, melyben az EPP pártjai jelentették a meghatározó politikai erőt. Ennek eredményeként 1999-től az Európai Néppártnak van a legnagyobb frakciója a parlamentben. Az ED 2009-ben kivált a szövetségből és tagjai létrehozták az Európai Konzervatívok és Reformerek nevezetű képviselőcsoportot.    

## Tagok

### 1. Európai Parlament (1979–1984)
| Ország                     | Párt                   | Képviselők száma |
| -------------------------- | ---------------------- | ---------------- |
| Egyesült Királyság         | Konzervatív Párt       | 60 / 81          |
| Egyesült Királyság         | Ulsteri Unionista Párt | 1 / 81           |
| Dánia                      | Konzervatív Néppárt    | 2 / 16           |
| Európai Gazdasági Közösség | Összesen               | 64 / 410         |

### 2. Európai Parlament (1984–1989)
| Egyesült Királyság         | Konzervatív Párt       | 45 / 81                        |
| Egyesült Királyság         | Ulsteri Unionista Párt | 1 / 81                         |
| Spanyolország              | Népi Szövetség         | 17 / 60(1987-ben csatlakozott) |
| Dánia                      | Konzervatív Néppárt    | 4 / 16                         |
| Európai Gazdasági Közösség | Összesen               | 50 / 434                       |

### 3. Európai Parlament (1989–1994)
| Ország                     | Párt                | Képviselők száma                |
| -------------------------- | ------------------- | ------------------------------- |
| Egyesült Királyság         | Konzervatív Párt    | 32 / 81 (1992-től az EPP tagja) |
| Dánia                      | Konzervatív Néppárt | 2 / 16 (1992-től az EPP tagja)  |
| Európai Gazdasági Közösség | Összesen            | 34 / 518                        |

### 5. Európai Parlament (1999–2004) EPP-ED lista
| Ország             | Párt                   | Képviselők száma |
| ------------------ | ---------------------- | ---------------- |
| Egyesült Királyság | Konzervatív Párt       | 36 / 87          |
| Egyesült Királyság | Ulsteri Unionista Párt | 1 / 87           |
| Olaszország        | Nyugdíjasok Pártja     | 1 / 87           |
| Európai Unió       | Összesen               | 38 / 626         |

### 6. Európai Parlament (2004–2009) EPP-ED lista
| Ország             | Párt                                        | Képviselők száma |
| ------------------ | ------------------------------------------- | ---------------- |
| Egyesült Királyság | Konzervatív Párt                            | 27 / 78          |
| Egyesült Királyság | Ulsteri Unionista Párt                      | 1 / 78           |
| Csehország         | Polgári Demokrata Párt                      | 9 / 24           |
| Portugália         | Demokratikus és Szociális Centrum – Néppárt | 7 / 24           |
| Olaszország        | Nyugdíjasok Pártja                          | 1 / 87           |
| Európai Unió       | Összesen                                    | 45 / 732         |